# Очна ставка (фільм)
Очна ставка — радянський художній фільм 1986 року, знятий на кіностудії «Мосфільм».

## Сюжет
У квартирі Анни, яка, судячи з її свідчень слідству, була у відрядженні, вночі виникла пожежа. Син був врятований, але в результаті нервового потрясіння втратив дар мови. Слідству, матері і батька дитини належить з'ясувати справжню причину трагедії.

## У ролях
- Олена Сафонова — Анна Смирнова
- Микола Караченцов — Павло Смирнов
- Людмила Полякова — Тамара Георгіївна Мітіна, слідчий, капітан міліції
- Олена Попова — Ольга Шерстньова, подруга Анни
- Борис Драпкін — доктор, дитячий психотерапевт
- Ярослав Єсиновський — Альоша Смирнов
- Анатолій Єгоров — Валентин Сергійович, однокурсник Анни і Павла
- Юрій Веяліс — Серьога Самохін, слюсар з ЖЕКу
- Віктор Шульгін — Фомін, дільничний
- Кіра Головко — сусідка
- Юрій Ільчук — Дмитро Петрович, сусід
- Любов Соколова — Поліна Григорівна, нянечка в лікарні
- Валентин Кулик — Васьок, співробітник обчислювального центру
- Борис Токарєв — Віталік
- Віра Бурлакова — тьотя Катя
- Григорій Маліков — Федя
- Жанна Токарська — епізод
- Сергій Греков — санітар
- Леван Мсхіладзе — кінолог Володя
- Олена Фетисенко — Самохіна, дружина Серьоги
- Володимир Дьомін — лікар

## Знімальна група
- Режисер — Валерій Кремньов
- Сценаристи — Валерій Кремньов, Олексій Леонтьєв
- Оператор — Володимир Нахабцев
- Композитор — Юрій Саульський
- Художник — Леонід Платов